# Cantilan
Cantilan é um município de  segunda classe de renda municipal (d) na província Surigao do Sul, nas Filipinas. De acordo com o . De acordo com o censo de 1 de maio de 2020 possui uma população de 34 060 pessoas e 8 115 domicílios.